# Jac. Sprenkels
Jacobus Hubertus Maria Sprenkels ('s-Hertogenbosch, 6 februari 1872 - Rotterdam, 9 april 1949) was een Nederlandse beeldhouwer.

## Leven en werk
Jac. Sprenkels was een zoon van beeldhouwer Johannes Sprenkels (1846-1902) en Wouteriena Snijers (1851-1918). Hij trouwde met Johanna Henrietta Theodora Schoof.
Sprenkels leerde, net als zijn jongere broer Victor, de beginselen van het vak van zijn vader en studeerde aan de Academie van beeldende kunsten Rotterdam. Hij vervolgde zijn opleiding aan de academie in Augsburg. Van 1896 tot 1898 dreef hij in Rotterdam een onderneming voor christelijke religieuze kunst met kunstschilder H.E.M. Minderop onder de naam Minderop & Sprenkels. In 1900 ging Sprenkels failliet en verhuisde naar Keulen. In Duitsland werd dochter Johanna (1901-1976) geboren, die later als beeldhouwer zou gaan samenwerken met haar vader. In 1909 trok het gezin weer naar Nederland, waar het zich vestigde in Hillegersberg.
Sprenkels overleed op 77-jarige leeftijd.

## Werken (selectie)
- 1915 buste prinses Juliana
- 1919-1921 beelden van het Heilig Hart, Antonius van Padua en Theresia van Lisieux, de laatste met dochter Johanna, voor de Sint-Paschalis Baylonkerk in Den Haag
- 1926 Heilig Hartbeeld voor de Liduinakerk in Hillegersberg
- 1931 Heilig Hartbeeld voor Hazerswoude, later herplaatst in Castenray
- 1935 Sint Jozef in Venlo
- 1946 Mariabeeld voor de Sint-Bernarduskerk in Made
- beeld van Antonius van Padua in de Antoniuskapel en hoogaltaar in de Lourdeskapel van de HH. Laurentius- en Elisabethkathedraal[2] in Rotterdam